# El Carmen de Bolívar (ort)
El Carmen de Bolívar är en ort i Colombia.   Den ligger i departementet Bolívar, i den norra delen av landet, 600 km norr om huvudstaden Bogotá. El Carmen de Bolívar ligger 153 meter över havet och antalet invånare är 47 957.
Terrängen runt El Carmen de Bolívar är platt österut, men västerut är den kuperad. El Carmen de Bolívar ligger nere i en dal. Runt El Carmen de Bolívar är det ganska tätbefolkat, med 90 invånare per kvadratkilometer. El Carmen de Bolívar är det största samhället i trakten. Omgivningarna runt El Carmen de Bolívar är huvudsakligen savann.